# Зорница (Бургасская область)
Зорница (болг. Зорница) — село в Болгарии. Находится в Бургасской области, входит в общину Средец. Население составляет 303 человека (2022).

## География
Село располагается на главной дороге Бургас — Средец — Ямбол.

## Политическая ситуация
В местном кметстве Зорница, в состав которого входит Зорница, должность кмета (старосты) исполняет Петко Желев Минчев (Национальное движение «Симеон Второй» (НДСВ)) по результатам выборов.
Кмет (мэр) общины Средец — Тодор Пройков Станчев (Болгарская социалистическая партия (БСП)) по результатам выборов.

## Регулярные события
Ежегодно традиционная ярмарка проводится в третье воскресенье сентября.